# 魔性の子
『魔性の子』（ましょうのこ）は、小野不由美作のロー・ファンタジー・ホラー小説である。1991年9月25日に新潮社から発刊された。

## 概要
後に、『十二国記』シリーズの世界となる異世界が現実世界の人間社会に干渉したときの恐怖を、現実世界側からの視点で描くホラー色の濃い物語である。また、現実世界に所属しながら自らの所属する世界に違和感を持ち異世界に恋焦がれる者と、本質的には現実世界と相容れない本質を持ちながら現実世界に拘束されている者との心理的交わりと葛藤を描いている点は、『東亰異聞』や『屍鬼』といった著者の他の作品と通底したテーマを扱っている。
新潮社が後援する日本ファンタジーノベル大賞の選外作品の受け皿として企画された新潮文庫「ファンタジーノベル・シリーズ」の1冊として刊行された。ただし、本作は日本ファンタジーノベル大賞応募作品ではない。1997年6月25日にマーキュリーミュージックエンタテイメントからドラマCDが発売された。
単独の作品として発刊されたこの作品を取り巻く状況が一変するのは、書いたときに、背景となる想定世界を作り、地図や年表、図表なども作っていた。それをファンタジーを書くことを提案した講談社の編集者に話したところ、この想定世界自体をファンタジー小説化するように勧められて、結果として好評で『十二国記』シリーズが生まれたからである。第一作となった講談社文庫ホワイトハート版『月の影 影の海』の後書きで、「『魔性の子』の続編であり、本編である」と記述されて、同一の世界設定で別の出版社からホラーとファンタジーという別のジャンルの小説として刊行されていて、当初は事情がそれ以上明らかにされず、読者から『魔性の子』に注目が集まり、十二国記シリーズとの関係が話題になり、シリーズの外伝など、様々の推定がされた。
2002年から2003年に放送されたアニメでの「風の海 迷宮の岸」では「同時期の蓬莱の出来事」として、十二国記シリーズの登場人物の杉本優香視点の外伝的物語として、本作の一部エピソードが映像化された。その後、十二国記シリーズでの、本作品の包摂化が進み『黄昏の岸 暁の天』が、同じ事件を十二国の異世界側から見たもう一つの物語となり、本作は、日本を舞台にしたサイドストーリー（スピンオフ）と見られる形となった。
2012年4月、十二国記シリーズそのものの刊行元が講談社から新潮社に移籍され、同年7月以降、既刊の新装版及び新作を含む短編集、新作長編も順次刊行された、これまで、別作品という形だった『魔性の子』が、『十二国記シリーズ』のEpisode-0巻として新装刊行されシリーズの中に統合される形式となった。

## あらすじ
広瀬は母校である名門私立男子高校に教育実習生として赴任した。在校時の担任・後藤の指導の下2年生のクラスを担当した広瀬は、異質な生徒・高里要に興味を持つ。広瀬は生徒の噂話から高里が幼少時に神隠しに遭っていたこと、それ以来高里の周囲で「祟り」が起こっていることを聞く。当初は真に受けなかった広瀬だが、神隠しと祟りの噂を聞いて高里を問い詰めた橋上と、その噂を話した築城が相次いで不思議な状況で怪我を負ってしまう。広瀬は後藤や生徒から、事実高里が1年間行方不明だったこととその間の記憶を失っていること、2年生には不審な事故による怪我人が多く死者も出ていることを聞かされ、広瀬自身も幼い頃臨死体験をしていることからより強く高里に興味を持つようになる。
翌週、築城が登校してこなかったことに端を発し、岩木が高里に噂に対して釈明することを勧める。しかし高里の曖昧な態度と、祟りを恐れて岩木を非難する周囲の声に業を煮やし、岩木は高里の頬を張ってしまう。その翌日の体育祭の練習中、岩木は不可解な状況で死亡する。さらに翌日には体育祭の中止が決定されたことがきっかけとなって、恐怖で抑えられていたクラスメイトの不満が爆発。高里に土下座を強要し、拒否すると揉み合いのすえに高里を教室の窓から突き落とし、止めに入った広瀬も怪我を負う。
保健室で目覚めた広瀬は、養護教諭・十時から高里は救急車で病院に運ばれたと聞かされる。高里の病室に入った広瀬は、高里の傍らに何者かの気配と白い腕を見る。不気味に思いながらも目覚めた高里と話し、保護者が迎えに来ないため退院できないと聞かされる。高里の実家を訪れた広瀬は、高里に何の愛情も持たない母親と面会する。母親自身も高里を恐れており、その状況を見かねた広瀬は高里を預かることを決意する。事故で落ちたと高里が証言したため、突き落とした生徒は罪に問われることはなかった。学校としての生徒への処分もなかったが、生徒らはそれよりも高里の祟りを恐れていた。7人が危険な器具のある化学実験室での授業をボイコットするが、その授業中に7人が屋上から飛び降り自殺を図る。
間もなく、この自殺や過去の死亡事故をマスコミが嗅ぎつけ、一部のスポーツ新聞が高里の実名報道を行う。教育実習の最終日を迎えた広瀬もマスコミの詰問を受けることとなり、自宅の前まで押し寄せられることとなる。マスコミに高里の居場所は悟られることはなかったが、同級生の坂田が感づき広瀬宅に押し掛ける。高里は退学することを決め、報告を兼ねて荷物を取りに自宅に戻り両親の死体を発見する。これによりマスコミの取材は過熱、坂田が居場所をマスコミにリークしたこともあり広瀬宅に押し寄せる。しかし、高里の両親の葬儀に駆けつけた記者たちは崩れた山門の下敷きとなり、広瀬宅を張っていた記者たちには暴走車が突っ込むといった事故が発生した。広瀬は高里が自らの意思で、何がしかの力を使って仕返しをしているのではないかと問い詰める。
翌日、高里は校長から呼び出され、同行した広瀬は地学実験室で巨大な百足の影に襲われる。広瀬は高里の仕返しだと確信しかけたものの、高里と後藤に救われる。その際、後藤から高里の両親の葬儀の日、坂田が電車に撥ねられて死亡したことを知らされる。教室の窓から突き落とされた事故の頃から、高里は何かを思い出しかけていた。キーワードになりそうな単語から連想して意味のあるような単語は出てくるものの、みるものの確信は得られなかった。その夜、張り込みをしていた記者6人が何者かに襲われ、そのニュースを発端に広瀬宅への投石など嫌がらせが始まる。警察の保護を受け、その日のうちに十時のマンションへ引っ越すこととなる。その翌日未明には広瀬の住んでいたアパート、夕方には高里の自宅が火災に遭う。
翌週には学校の校舎が崩れ落ちる。後藤を心配した広瀬は学校へと急ぐが高里の様子が気にかかり、引き返すと高里は自殺を図ろうとしていた。高里は元凶の自分がいなくなれば全て落ち着くと思いつめるが、「レンリン」と名乗る女性が現れ死んではいけないと諭す。同時に迎えが来るので嵐が起きる、広瀬は逃げるように伝えて姿を消す。夜、突如現れた台風に呼び寄せられるように高里は外へ飛び出す。再び現れたレンリンが獣へと姿を変えたのをきっかけに、高里は全ての記憶を思い出す。「あちらの世界」に帰らなくてはならないと語る高里を広瀬は引きとめようとし、高里を護る2体の獣の抵抗を受けるが、既に全てを思い出していた高里はその2体をはっきりと制止する。広瀬に逃げるよう伝え、以後の高里の行方は知れなくなった。
嵐は大規模な損害を出し、死者・行方不明者は200名あまりにおよんだ。行方不明者は順に発見され身元が確認されたが、最後までリストには1人のみ残された。

## 舞台
広瀬や高里たちが通う学校は海の近くの街の、郊外にある高校だけの男子校である。そこそこの歴史と、どちらかというと名門の部類に入る進学実績がある事以外取り立てて目立つ特徴がない学校で、3年前（広瀬がこの学校を卒業した翌年度）に街の中心部から郊外に移転した。特別教室は特別教室棟にまとめて配置されている。現在の校舎が建つ前はこの近隣は休耕地だったが、現在はニュータウンになっている。

## 登場人物
それぞれの人物の【十二国記】より後の説明は、『魔性の子』では描かれず、十二国記シリーズの『黄昏の岸 暁の天』で書かれ、【アニメ】は、アニメ化された一部エピソードとの兼ね合いにより出てくる事柄。それぞれの詳細は『十二国記の登場人物』を参照。
広瀬（ひろせ）
声：平田康之
高里のクラスに教育実習生としてやってきた。同校の卒業生でもあり、在学中の担任は後藤であった。当時から人との関わりを嫌っており、化学準備室に入り浸っていた。その影響で大学では化学を専攻していたが研究者やサラリーマンになる気は無く、なんとなく消去法で教員になろうと思い教育実習を受ける事になった。幼いころ生死の境を彷徨い、その時違う「世界」を見た。それ以来、別世界への憧れを抱くようになり、教育実習で出会った要に興味を持つ。
【アニメ】
アニメのBlu-ray BOX 特典ドラマCDの泰麒帰還のエピソードにおいて、一瞬だけ登場している。
高里要（たかさと かなめ）
声：伊崎充則
10歳の頃に1年間神隠しにあった高校2年生。その間の記憶がなく、またその時期を懐かしく思っている。何故か彼に害を加えたものは必ず怪我をする。周囲に嫌悪されており、幼少時からいじめの標的にされているため、人と関わることをしない。自他共に認める異端者。1年間の失踪により留年している。
幼い頃は肉や魚が苦手だったが、現在は父親からの肉食の強要もあってか好き嫌いはない。怪我をしたり血を見ると高熱が出て倒れて動けなくなることがよくある。
嘘を付いてはいけないと祖母から厳しく躾けられており、尚且つ人を疑うことを知らない性分のため、「洗面台の水を零したのは誰か」という問いに正直に「知らない」と答えるも、弟の「兄がやった」という言葉を信じた祖母の怒りを買い、雪の降る中庭に放り出され締め出されたのが神隠しの発端。ちなみに弟が嘘をついたという事に思い当たったのは広瀬にこの話をして、「弟が嘘をついたのではないのか？」と広瀬に言われた時である。
祟りの件で同級生から土下座を強要されて窓から突き落とされた。このとき膝をつくまでは土下座するつもりだったが、いざ土下座しようとしたら「それだけはしてはいけない」と咄嗟に思い抵抗したため突き落とされる結果となる。この事をきっかけに記憶が断片的に戻っていく。映像などのイメージよりも文字や言語の記憶が残りやすい性分である。
【十二国記】
時期は春分の直前。この高里家の中庭は3方を母屋と蔵、残りの面は高い土壁に面しており、ここに入るには壁を乗り越えるか家を経由するしかないが、誰も壁を乗り越えた者を見ていない。要は蔵と家のわずかな隙間（この前日に卓が野球ボールを落としてしまい取れなくて泣いたほどの狭さ）から暖かい気配を感じ、そこから出ていた白い腕に引きずり込まれて失踪した。十二国のうちの1つ戴極国の麒麟・泰麒（十二国記の登場人物#戴極国も参照）。誕生前に卵果が流されて蓬莱（日本）で生まれ、10歳の時に十二国に連れ戻されたものの、1年後にある事件、本人の話では『事故』を機にこちらへ戻ってきた。
【アニメ】
アニメ『十二国記』の「風の海 迷宮の岸」で、蓬莱（日本）に帰還した杉本優香と接触するようになる。

### 人外の存在
ムルゲン
要の周囲に潜む謎の存在で、女性のような水の妖の気配を持つ。要の周囲の災いの原因ではないかと目されている。
【十二国記】
泰麒（要）の女怪・白汕子（十二国記の登場人物#戴極国も参照）。泰麒とともに蓬莱にやってきたが、異界そのものを理解しておらず、泰麒に危害を加えたもの・加えようとしていると見做したものを「敵」とみなして容赦なく攻撃している。
グリフィン
声：平井隆博
要の周囲に潜む謎の存在で、犬のような気配を持つ。要の周囲の災いの原因ではないかと目されている。
【十二国記】
泰麒（要）の持つ唯一の使令・傲濫（十二国記の登場人物#戴極国も参照）。饕餮（強大な力を持つ妖魔）であり、姿は一定していないが、普段は赤い犬の姿。汕子とともに泰麒に付き従って蓬莱にやってきたが、同様に異界そのものを理解しておらず、泰麒に危害を加えたものを「敵」とみなして容赦なく攻撃している。攻撃の被害者が増えるほどに要の周囲の人達からの怨詛が溜まって要の支配から離れやすくなり、枷が外れかけて攻撃の威力・規模が増大し、被害者の殺され方が凄惨になり、標的より巻き添えの被害の方が増えていってしまっていた。皮肉にもこの怨詛が十二国側が要を見つける手がかりとなる。
レンリン
声：玉川紗己子
「タイキ」「ハクサンシ」を探す謎の女性。金髪が特徴的。一通り質問を終えるといつの間にか消えているとか、見る人によってその姿が違うと噂される。
【十二国記】
十二国のうちの1つ漣極国の麒麟・廉麟（十二国記の登場人物#漣極国も参照）。泰麒の1度目の十二国帰還にも関与しており、今回も泰麒を探して蓬莱を訪れている。見る人によって姿が違うのは氾麟から蠱蛻衫という被った者の姿を見た人の見たい姿に見せる布を借りて使っていたためで、生粋の十二国生まれの者はこちらの世界では実体が保てず、存在はできるがほとんどの人には声だけしか聞こえなかったり、姿がゆがんで見えるので、人に質問するためには姿を見せる必要があったため蠱蛻衫を被っていた。

### 高里家
高里家の家族の名前は原作には記されていない。
【アニメ】
作者による設定が存在しており、アニメではそれがそのまま採用されている。
高里康貴（たかさと やすたか）
要の父。大黒柱らしく厳格な性格を持つ。神隠しから戻ってきた要に肉食を強要する。物語終盤に『祟り』によって惨殺される。
高里早苗（たかさと さなえ）
声：佐久間なつみ
要の母。当初は要の唯一の味方的存在だったが、要が「祟る」ことによって家族と社会の間で起こる摩擦に疲れ切り、要を神隠しの先で「取り替えられた」と思い込んでいる。そのため、要は自分の子ではないと頑なに否定している。物語終盤に『祟り』によって惨殺される。
高里卓（たかさと すぐる）
要より1歳下の弟。兄とは学年が同じ。祖母の教育が裏目に出たような性格で、人の顔色をうかがう狡賢い性格に育つ。兄の存在によって、幼い頃から要同様いじめに遭っている。素行が悪く何度も補導された経歴があり、高校も兄とは対照的に低ランクの学校に通っている。物語終盤に『祟り』によって惨殺される。
【アニメ】
アニメ版『十二国記』では、杉本優香に好意を抱いている描写がある。
高里美喜（たかさと みき）
要の祖母。躾に厳しく厳格な性格であり、早苗との衝突が絶えなかった。関西出身で関西弁を話す。要の頭を撫でようとして払い除けられたのを機に要にきつく当たるようになった。要が正座をしてのお辞儀が出来ないのも、彼女から見るとしようとしない、としか思えず、気に食わなかった。
彼女の「洗面台の水を零したままにしたのは誰か」という問いに要は「知らない」と言い、卓は「兄がやった」と言った事が原因で、嘘を付いてはいけないと要を躾けたため彼が本当の事を言っているのにも関わらず、卓の言い分を信じて要を折檻し雪の降る中庭に放り出して家から閉め出したのが要の神隠しの発端である。要が日本に戻る直前に亡くなった。そのため、高里家の親戚や近所の人は「ばあさんが要を呼び戻した」と噂しあった。彼女の代まで高里家は農家をしており、そのため高里家は多くの土地を持っており、それらは現在、地価の高騰でそれなりの資産になっている。
【十二国記】
手を払いのけたのは、麒麟にとって、呪力の源である角がある額は急所であるため、無意識に払いのけてしまった。要がこちらの世界に戻ったのも十二国世界に帰れないのも角を切られたのが原因である。

### 高校
校長
声:藤本譲
後藤（ごとう）
声：辻親八
要のクラス担任。担当教科は化学。必修クラブの美術部の担当。用事がない限り教員室には行かず、化学準備室を根城にしている。広瀬の元担任であり、教生である広瀬の担当教官。趣味は絵描き。一学期に要の近くで白い手を目撃している。生田の意を汲んで、2年次は要を自分のクラスに入れたものの、要に対し恐れも抱いている。
十時（ととき）
声：矢田稔
要の学校の養護教諭。マスコミに追われる広瀬と要を車で送迎するほか、物語終盤には広瀬のアパートにいられなくなった彼らに自分の部屋を提供する。
生田
要が1年次の時のクラス担任。担当教科は英語。熱血漢で、サッカー部の顧問。ヤンチャ盛りの子供が2人いる。三学期の終業式の日に自動車事故を起こし死亡する。
築城（ついき）
声：菊池英博
要のクラスメイト。化学準備室を根城にしている1人。要とは高校1年生の頃からクラスメイトであり、『祟る』という噂のある要に怯えている。体育祭の準備中にのこぎりでケガをする。
岩木
声：岡野浩介
要の隣のクラスの生徒。「祟り」は信じない性質。正義感から「祟り」などないことを証明しようと高里に張り手をした翌日の午後、騎馬戦の練習で死亡する。
坂田
声：有馬克明
要の同級生。物語後半から、要は特別な存在であるとして、築城や橋上、要のクラスメイトたちに、要には逆らわず崇拝する様に数時間に渡って説得し続ける等といった異常行動が目立つようになる。マスコミに要の居場所をリークし、地下鉄に撥ねられ死亡する。
五反田
声：浪川大輔
要のクラスの委員長。中学3年の時に転校して来て以来、要と同じクラス。要の周囲で起きたことに詳しく、これまでは「要に危害を加えたからといって、必ずしも報復があったわけではない」と話す。
野末
1年生の男子生徒。化学準備室を根城にしている1人である。
杉崎
1年生の男子生徒。化学準備室を根城にしている1人である。
橋上
声：伊崎寿克
3年生の男子生徒。化学準備室を根城にしている1人。好奇心から要に「神隠し」のことを問い、体育祭の準備中に釘で手を刺す。学校の崩壊では1人だけ生存が確認されている。
他、レポーター - 小高三良

## 既刊一覧
- 小野不由美『魔性の子』新潮社〈新潮文庫〉、1991年9月25日発売、ISBN 4-10-124021-3
  - 「新装版」2012年7月1日発売[3]、ISBN 978-4-10-124051-0